# Рыбаков, Вячеслав Михайлович
Вячесла́в Миха́йлович Рыбако́в (род. 19 января 1954 года, Ленинград) — советский и российский писатель, историк-востоковед, переводчик, сценарист, публицист. Доктор исторических наук (2009).

## Биография
В 1976 году окончил восточный факультет ЛГУ им. А. А. Жданова. Ученик Е. И. Кычанова. Кандидат исторических наук (1982, диссертация «Правовое положение чиновничества в Китае при династии Тан, VII—X вв.»), доктор исторических наук (2009, диссертация «Китайская бюрократия периода Тан (618—907 гг.) по материалам исторических и юридических источников»; официальные оппоненты Б. Г. Доронин, В. С. Кузнецов и В. А. Якобсон). Работает в ИВР РАН в должности главного научного сотрудника.
В литературе дебютировал в 1979 году фантастическим рассказом «Великая сушь» («Знание — сила», № 1). Участник знаменитого семинара фантастов под руководством Бориса Стругацкого (с 1974 года). Первые авторские книги — вышедшие почти одновременно в 1990 году сборник «Своё оружие» и роман «Очаг на башне», за которые в 1991 году удостоен премии «Старт», присуждаемой автору лучшей дебютной книги фантастики.
Опубликовал четырёхтомный комментированный перевод с китайского уголовного кодекса времен династии Тан, отрывки из которого цитируются в романах Хольма ван Зайчика.
Член СП СССР с 1989 года и СП Санкт-Петербурга с 1992 года.
В 1986 году вышел фильм «Письма мёртвого человека» (реж. К. С. Лопушанский), снятый по сценарию Рыбакова (при содействии Б. Стругацкого). В 2006 году Рыбаков выступил как сценарист ещё одного фильма Лопушанского — «Гадкие лебеди» (по мотивам одноимённой повести братьев Стругацких).

## Особенности творчества
В своих произведениях Вячеслав Рыбаков раскрывает прежде всего нравственную проблематику. Его книги, по утверждению фантастоведа доктора филологических наук профессора Елены Ковтун, — пример того, «как тонко и лирично фантастика способна повествовать о любви и сложных отношениях между людьми».
Одно из наиболее заметных произведений Рыбакова, роман «Гравилёт „Цесаревич“», отличается жанровой полифонией, сочетанием элементов альтернативно-исторического, психологического, любовного, детективного и социально-философского романа. В подтексте романа — глубокая и искренняя тоска писателя по доброму, гуманному миру, не запятнанному экономическими кризисами, политической демагогией, коррупцией, преобладанием эгоистического стремления выжить любой ценой.
Цикл под псевдонимом «Хольм ван Зайчик», написанный в соавторстве с И. Алимовым и включивший в себя серию детективных романов, описывает сложный и интересный тщательно продуманными деталями вымышленный мир, по своим художественным достоинствам и эмоциональному воздействию, однако, уступающий миру, показанному в романе «Гравилёт „Цесаревич“». Как отмечает Ковтун, целостной картины бытия описанной в цикле громадной империи не возникает, а детективные сюжеты просты и порой наивны, откровенно иллюстративны, этическая же проблематика, затрагиваемая в романах, носит характер самоповтора и знакома читателям по предыдущим текстам Рыбакова.

## Награды и премии
- Государственная премия РСФСР имени братьев Васильевых (1987) — за сценарий фильма «Письма мёртвого человека»
- Премия «Интерпресскон» (1991, 1994, 1998)
- Премия «Бронзовая улитка» (1994, 1995, 1997, 2001),
- Премия имени Беляева (1995)
- Премия «Старт» (1991)
- Международная литературная премия имени А. и Б. Стругацких (2001, 2011, 2017[9])
- Премия «Великое кольцо» (1993)
- Литературная премия им. Н. В. Гоголя (2004)
- Премия «Золотой кадуцей» (2007).
- Премия «Аэлита» (2015).
- Лауреат премии правительства Санкт-Петербурга за выдающиеся научные результаты в области науки и техники в 2020 году: в номинации филологические науки — премия имени С. Ф. Ольденбурга (постановление правительства Санкт-Петербурга от 21.12.2020 № 1115) за историко-филологическое исследование источников по средневековому китайскому праву[10].

## Книги

### Автор книг
- 1990 — «Очаг на башне» (роман. Рига, Латвийский детский фонд)
- 1990 — «Своё оружие» (повести и рассказы. Ленинград, Советский писатель)
- 1992 — «Вода и кораблики» (повесть)
- 1994 — «Гравилёт „Цесаревич“» (романы. Санкт-Петербург, Лань)
- 1994 — «Кружась в поисках смысла» (сборник эссе. Санкт-Петербург)
- 1996 — «Гравилёт „Цесаревич“» (романы. Харьков, Фолио; Донецк, Сталкер)
- 1996 — «Дёрни за веревочку»
- 1997 — «Трудно стать богом» (+«Человек напротив») (роман, повесть, рассказ. Москва, АСТ; Санкт-Петербург, Terra Fantastica. ISBN 5-7921-0165-5)
- 2000 — «На чужом пиру» (роман. Москва, АСТ; Санкт-Петербург, Terra Fantastica)
- 2001 — «Пробный шар» (рассказы. Москва, АСТ)
- 2001 — «Первый день спасения» (Москва, АСТ. ISBN 5-17-011017-0[11])
- 2003 — «На будущий год в Москве» (роман. Москва, АСТ. ISBN 5-17-018651-7[12])
- 2003 — «Письмо живым людям» (повести и рассказы. Москва, АСТ. ISBN 5-17-021109-0)
- 2007 — «Звезда Полынь» (роман, первая книга цикла «Наши звёзды». Москва, Эксмо. ISBN 978-5-699-35652-2)
- 2010 — «Се творю» (роман, вторая книга цикла «Наши звёзды». Москва, Эксмо)
- 2012 — «Руль истории» (сборник публицистических статей и эссе)
- 2016 — «На мохнатой спине» (Лимбус-Пресс)
- 2018 — «Резьба по идеалу» (сборник публицистических статей и эссе)

### Под псевдонимом «Хольм ван Зайчик»
Совместно с Игорем Алимовым выступил соавтором романов:
- 2000 — «Дело жадного варвара» (Санкт-Петербург, Азбука)
- 2001 — «Дело незалежных дервишей» (Санкт-Петербург, Азбука)
- 2001 — «Дело о полку Игореве» (Санкт-Петербург, Азбука)
- 2001 — «Дело лис-оборотней» (Санкт-Петербург, Азбука)
- 2002 — «Дело победившей обезьяны» (Санкт-Петербург, Азбука)
- 2003 — «Дело судьи Ди» (Санкт-Петербург, Азбука)
- 2005 — «Дело непогашенной луны» (Санкт-Петербург, Азбука)

В 1997 году вышло собрание сочинений в 2 томах (Москва, Терра)

### Переводы
- 1999—2008 — уголовные установления Тан с разъяснениями («Тан люй шу и») в 4 томах (Санкт-Петербург, «Петербургское востоковедение». 1000 экз.)
  - 1999 — Том первый. Цзюани 1—8 (384 с.)
  - 2001 — Том второй. Цзюани 9—16 (304 с.)
  - 2005 — Том третий. Цзюани 17—25 (384 с.)
  - 2008 — Том четвёртый. Цзюани 26—30. Статьи (416 с.)